# Refrain Puramente Casuale - Live at Corte bazàn
Refrain puramente casuale (Live in Corte Bazàn at Folkest) 
è il primo  album dal vivo del cantautore italiano Max Arduini, pubblicato in digitale nel 2016. 

## la raccolta
Il disco è stato registrato il 21 luglio 2012 nel corso del concerto tenutosi a Goricizza di Codroipo in provincia di Udine a Corte Bazàn dopo essersi classificato secondo a Folkest nella selezione “Italia Centro Meridionale”. L'album vede la partecipazione di Valdimiro Buzi nipote di Giuseppe Anedda al mandolino e Francesco Caprara batterista de La scelta alla batteria.

## Tracce
Testi e musiche di Max Arduini
1. La rivalona – 1:56
2. Dove mi porta l'istinto – 3:24
3. La settima casa – 4:24
4. La coltivazione del bullone – 4:11
5. Notte romagnola – 4:40
6. Larimini – 3:42
7. ... Che proprio in via D'Amelio – 3:06

## Formazione
- Max Arduini - voce, cori, pianoforte
- Valdimiro Buzi - mandolino, tastiere, pianoforte, arrangiamenti, mixaggi e programmazione
- Francesco Caprara - batteria